# Сольдо, Никола
Нико́ла Со́льдо (хорв. Nikola Soldo; род. 25 января 2001, Штутгарт) — хорватский футболист, защитник.

## Клубная карьера
Сольдо — воспитанник клубов «Локомотива», «Загреб», ХАШК, Равнице, загребского «Динамо» и «Интер» (Запрешич). В 2008 году он начал заниматься в системе загребского «Динамо», где его отец Звонимир тренировал первую команду. Ещё на детско-юношеском уровне отличался своим талантом. Выступал за академии ряда хорватских клубов и наконец пришёл в «Интер» (Запрешич). 16 августа 2019 года в матче против загребского «Динамо» он дебютировал в чемпионате Хорватии. Три месяца спустя, забил свой первый гол в конце матча против «Риеки».
14 июня 2021 года Никола стал игроком клуба «Локомотива». 17 июля 2021 года в матче против «Хайдука» он дебютировал в новой команде.
1 сентября 2022 года, в последний день летнего трансферного окна, Сольдо подписал трёхлетний контракт с немецким клубом «Кёльн». 18 сентября в матче против «Бохума» он дебютировал в чемпионате Германии.

## Международная карьера
В 2023 году в составе юношеской сборной Хорватии Сольдо принял участие в молодёжном чемпионате Европы. На турнире он остался на скамейке запасных.

## Личная жизнь
Отец — Звонимир Сольдо, выступал за национальную сборную Хорватии, участвовал в чемпионате Европы 1996 года, чемпионатах мира 1998, 2002. Его старшие братья, Матия и Филип — футболисты, Филип выступает за «Интер» (Запрешич).